# Jacques Leguèbe
Jacques Leguèbe (Lille - 28 décembre 1909, Paris - 30 juin 1986), aussi connu sous le pseudonyme de Jacques Legray, est un écrivain, diplomate et reporter français.

## Biographie
Après avoir intégré l’École militaire de St Cyr (il en sort en 1935) et suivi une carrière militaire dans le renseignement, Jacques Leguèbe se consacra à partir de 1944 à la carrière diplomatique puis devint grand reporter. Depuis son premier livre paru en 1946, il développa une œuvre propre sous le pseudonyme de Jacques Legray (il reçut notamment le prix Georges Dupau pour le roman Du sein des flammes en 1952) et traduisit dans les années 1950-1960 quelques ouvrages populaires de l'anglais et de l'allemand.

## Publications
- Du sein des flammes, Flammarion, 1951[3].
- Flibustiers des Antilles, Hachette, 1953.
- Alerte en Afrique, Hachette, 1954.
- Les Amazones du roi, Marabout, 1968.
- L'Afrique du Sud et le destin de l'Occident, Paris, Del Duca, 1974
- L'Afrique du Sud contemporaine, Paris, PUF, 1978.

### Série Kim Carnot
- Le Défilé des vautours, Marabout, 1967.
- Les Hallucinés de Morne-Noir, Marabout, 1967.
- Raid sur Morne-Noir, Marabout, 1967.
- Destination Espace, Marabout, 1967.
- Mission au Kremlin, Marabout, 1968.
- La Lande qui hurle, Marabout, 1968.
- Dans les maquis de Bolivie, Marabout, 1968.
- Le Signe du yatagan, Marabout, 1968.
- Le Vieux de la montagne, Marabout, 1968.
- La Fin du yatagan, Marabout, 1969.